# تايتي
كانت تايتي (بالإنجليزية: Taite)‏ (وتسمى تايدو (بالإنجليزية: Taidu)‏ في المصادر الآشورية) كانت واحدة من عواصم مملكة ميتاني الحوريون في بلاد الرافدين. لا يزال موقعها بالتحديد غير معروف، على الرغم من التكهن بوجودها في منطقة نهر خابور. حدد الباحث الإيطالي ميرجو سالفيني موقع تل الحميدية في سوريا مؤخرًا على أنها تايتي القديمة.
أثناء سقوط مملكة ميتاني، قام الملك الآشوري أداد-نيراري الأول (1307-1275 قبل الميلاد أو 1295-1263 قبل الميلاد) باحتلال المدينة وبفرش الملح عليها وبقتل سكانها.